# Amsatou Sow Sidibé
Amsatou Sow Sidibé (sinh năm 1953) là một học giả, luật sư và chính trị gia đến từ Sénégal. Năm 2012, bà là ứng cử viên nữ tổng thống đầu tiên của đất nước. Sidibé là giáo sư luật tại Đại học Cheikh Anta Diop (Đại học Dakar), nơi bà làm giám đốc của Viện Nhân quyền và Hòa bình. Bà cũng thành lập và đã từng là chủ tịch của Mạng lưới châu Phi để thúc đẩy lao động nữ châu Phi (RAFE), có trụ sở tại Dakar.
Trong các vai trò khác nhau của mình, Sidibé đã ủng hộ ngoại giao cho sức khỏe, giáo dục và bình đẳng giới của phụ nữ, giúp xây dựng luật pháp về bạo lực đối với phụ nữ và dàn xếp luật bình đẳng giới của Senegal năm 2010, đòi hỏi các đảng chính trị trong các cuộc bầu cử địa phương và quốc gia phải có phụ nữ ít nhất một nửa số ứng cử viên của họ. Sidibé tuyên bố: "Phụ nữ nói về sự ngang nhau ở mọi nơi, ngay cả trong bụi rậm", và đã nói, "Họ cần ở cấp cao nhất cho các quyết định; đó là điều quan trọng." 
Sidibé theo học tại Đại học Paris II, nơi bà lấy bằng tiến sĩ luật và khoa học chính trị.